# NGC 4866
NGC 4866 (również PGC 44600 lub UGC 8102) – galaktyka soczewkowata (SA0(r)a?), znajdująca się w gwiazdozbiorze Panny w odległości ok. 80 milionów lat świetlnych od Ziemi. Została odkryta 14 stycznia 1787 roku przez Williama Herschela. Jest to galaktyka z aktywnym jądrem typu LINER.